# Виконт Натсфорд
Виконт Натсфорд (англ. Viscount Knutsford) из Натсфорда, в палатинском графстве Честер — аристократический титул в пэрстве Соединённого королевства. Титул был создан в 1895 году для адвоката, консервативного политика и бывшего министра колоний, Генри Холланда, 1-го барона Натсфорда. Он уже создан бароном Натсфорд из Натсфорда, в палатинском графстве Честер, в 1888 году, также в пэрстве Соединённого королевства. Его младшему сыну-близнецу, третьему виконту, присвоили в 1876 году королевской лицензией дополнительную фамилию и герб Хибберт. 
По состоянию на 2025 год титул держится правнуком последнего, Генри Тёрстан Холланд-Хибберт, 7-й виконт Натсфорд, который наследовал своему отцу в 2025 году. Титул баронета из Сэндлфорда, в палатинском графстве Честер, был создан в баронетстве Великобритании 10 мая 1853 года для отца первого виконта, выдающегося врача и писателя-путешественника Генри Холланда. 
Семейная резиденция в Бродклист-хаусе, рядом с Эксетером, в графстве Девон.

## Баронеты Холанды из Сэндлфорда (1853)
- сэр Генри Холланд, 1-й баронет (1788-1873);
- сэр Генри Тёрстан Холланд, 2-й баронет (1825-1914) (создан бароном Натсфордом в 1888 году и виконтом Натсфордом в 1895 году).

## Виконты Натсфорд
- Генри Тёрстан Холланд, 1-й виконт Натсфорд (1825-1914)
- Сидней Джордж Холланд, 2-й виконт Натсфорд (1855-1931);
- Артур Генри Холланд-Хибберт, 3-й виконт Натсфорд (1855-1935);
- Тёрстан Холланд-Хибберт, 4-й виконт Натсфорд (1888-1976);
- Джулиан Тёрстан Холланд-Хибберт, 5-й виконт Натсфорд (1920-1986);
- Майкл Холланд-Хибберт, 6-й виконт Натсфорд (1926—2025);
- Генри Тёрстан Холланд-Хибберт, 7-й виконт Натсфорд (род. 1959), сын 6-го виконта;

Наследник: достопочтенный Томас Артур Холланд-Хибберт (род. 1992), старший сын предыдущего.